# Acaciella sotoi
Acaciella sotoi är en ärtväxtart som beskrevs av Maria de Lourdes Rico. Acaciella sotoi ingår i släktet Acaciella och familjen ärtväxter. Inga underarter finns listade i Catalogue of Life.